# Mandra-Idyllia
Mandra-Idyllia (tiếng Hy Lạp: ?) là một khu tự quản ở vùng Attiki, Hy Lạp. Khu tự quản Mandra-Idyllia có diện tích 426 km², dân số theo điều tra ngày 18 tháng 3 năm 2001 là 18677 người.